# Huizhou (Huangshan)
Huizhou (en chino, 徽州; pinyin, Huīzhōu) en un distrito urbano bajo la administración directa de la ciudad-prefectura de Huangshan en la provincia Anhui, este de la República Popular China. Se localiza en una zona de corredor llana en los montes Huang a una altitud media de 130 m s. n. m., donde es bañada por el río Xin'an, un tributario del Qiantang. Su área es de 440 km² ys u población total es de 100 000 (2002).

## Administración
Desde julio de 2023, el  Distrito Huizhou se divide en 7 pueblos que se administran en 4 poblados y 3 villas.